# Арарат (Виктория)
Арара́т (англ. Ararat) — город в Австралии, в штате Виктория. На 2006 год население города составляет 8215. Город основан в 1857 году.

## География
Город расположен на юго-востоке Австралии, в 190 км к северо-западу от второго по величине города страны — Мельбурна.

### Климат
Город расположен в зоне умеренного морского климата по классификации Кёппена. Зимой температура воздуха лишь в отдельных случаях понижается до 0 °C. Среднегодовое количество атмосферных осадков составляет 592 мм.
| Показатель                    | Янв. | Фев. | Март | Апр. | Май  | Июнь | Июль | Авг. | Сен. | Окт. | Нояб. | Дек. | Год  |
| ----------------------------- | ---- | ---- | ---- | ---- | ---- | ---- | ---- | ---- | ---- | ---- | ----- | ---- | ---- |
| Средний суточный максимум, °C | 26,1 | 26,8 | 23,7 | 19,2 | 15,1 | 12,0 | 11,5 | 12,5 | 14,6 | 17,6 | 20,9  | 24,1 | 18,5 |
| Средняя температура, °C       | 18,4 | 18,8 | 16,7 | 13,4 | 10,5 | 7,9  | 7,5  | 8,3  | 9,8  | 11,8 | 14,3  | 16,7 | 12,8 |
| Средний суточный минимум, °C  | 10,6 | 10,7 | 9,7  | 7,5  | 5,8  | 3,7  | 3,3  | 4,0  | 5,1  | 6,2  | 7,6   | 9,1  | 6,9  |
| Норма осадков, мм             | 45   | 37   | 36   | 50   | 60   | 49   | 60   | 67   | 64   | 70   | 45    | 29   | 620  |
| Источник: World Climate       |      |      |      |      |      |      |      |      |      |      |       |      |      |

## Экономика
Арарат лидирует в регионе по производству шерсти и говядины. Регион имеет ряд ветровых электростанций, имеющих долю в Национальном рынке электроэнергии страны.
Арарат также имеет службы здравоохранения; является региональным центром торговли. В городе находится тюрьма. Туризм является относительно небольшой, но значимой отраслью в Арарате.

### Транспорт
Арарат находится на стыке нескольких основных автомагистралей.
В 5 км к югу от города расположен региональный аэропорт общего назначения Арарат.